# Iglesia evangélica Filadelfia

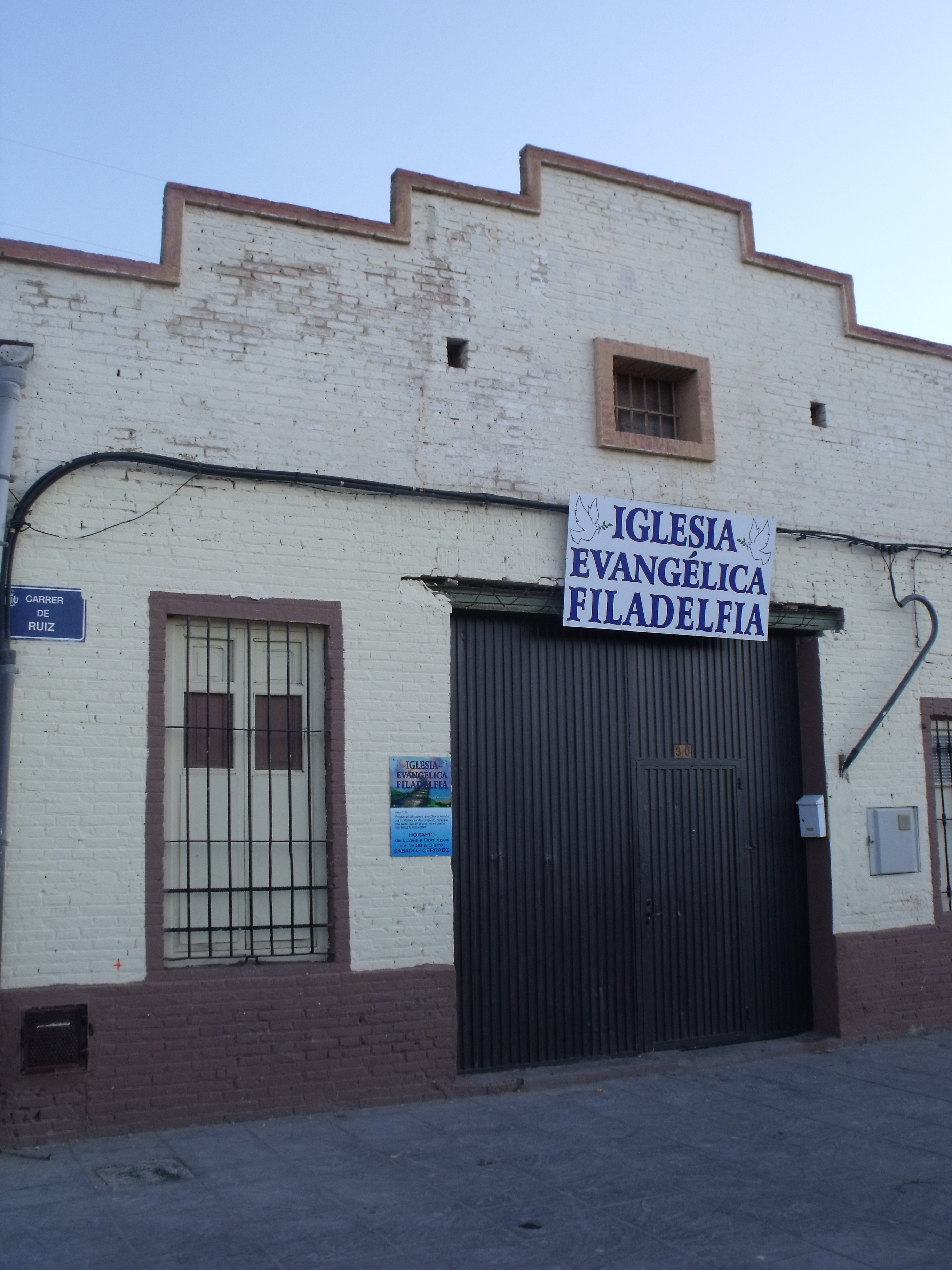
Iglesia Evangélica de Filadelfia en Valencia.

La Iglesia Evangélica Filadelfia es una asociación cristiana evangélica de iglesias pentecostales en España. Está afiliada a la Federación de Entidades Religiosas Evangélicas de España (FEREDE) y Federación de Iglesias Evangélicas Pentecostales de España (FIEPE)
Se considera a Iglesia evangélica Filadelfia una escisión de Asambleas de Dios.
La estructura de la entidad se caracteriza principalmente por su membresía gitana, siendo ésta considerada fundadora gracias a personajes como Emiliano Castro, Jaime Díaz Cortés, Adolfo Giménez Ramírez, etc.  todos ellos con testimonios firmes en los principios filadélficos, defendiendo una filosofía característica donde la base se encuentra en la relación con la divinidad, expulsando toda religiosidad o creencias no practicantes y demandando consagración en la vida personal y de evangelización.

## Historia
La Iglesia fue fundada en la década de 1950 por el hermano Emiliano, un pastor rom español formado en Francia por el pastor pentecostal Clément Le Cossec. Tiene más de 100.000 miembros y más de 3000 predicadores.

### Origen
En 1914 se organizó en Springfield, Misuri (EE.UU) la iglesia conocida como Asambleas de Dios, de allí salen misioneros para todo el mundo y llegaron a Francia. El 20 de febrero de 1921 nace en el pueblecito francés de Treffiagat, Clément Le Cossec, el cual conoce al Señor a la edad de 14 años (1935) en una reunión de Asambleas de Dios y decide de entregar su vida al Salvador. Años más tarde recibe un llamamiento de Dios muy especial para predicar a los gitanos, en 1952, a la edad de 31 años comienza a predicarle a  españoles (Jaime Díaz Cortés, Juan Castro, Lary Castro, Emiliano, El marido, Joselito y Manolo) se desplazan a Francia, para trabajar en la vendimia, ellos apreciaron que a cierta hora después de acabar el trabajo, se reunían en una chabola, donde un “payo” francés Le Cossec predicaba la Palabra. El mayor avivamiento espiritual del pueblo gitano español estaba en su inicio, la semilla de la Palabra cayó en los corazones de los gitanos españoles que fueron a Francia, cuando ellos volvieron a España traigan el mensaje en sus corazones y comenzaron a compartirlo con sus familias, el Espíritu Santo comienza una obra Pentecostal en el pueblo gitano de España.
En 1965 se inaugura la primera iglesia en Balaguer (Lleida), esparciendo por todo lugar de país naciendo así la el 26 de mayo de 1971 como “Iglesia Evangélica Filadelfia” siendo inscrita con el número 22-SG de la Sección General del Registro de Entidades Religiosas del Ministerio de Justicia.  A raíz de la publicación de la Ley 24/92 sobre los Acuerdos de Cooperación entre el Estado Español y la Federación de Entidades Religiosas Evangélicas de España, FEREDE, la inscripción de la Iglesia es trasladada, de la sección general a la especial (entidades beneficiarias de esos acuerdos) ostentando en la actualidad el número 2822-SE/A de la Sección Especial del Registro de Entidades Religiosas.
Se trata de una Iglesia de ámbito estatal, con una duración indefinida, carece de ánimo de lucro y desarrolla sus actividades en todo el territorio nacional y fuera del mismo.
La Iglesia Evangélica de Filadelfia toma su nombre de una de las Siete Iglesias de Cristo citadas en el Apocalipsis. Esta iglesia pentecostal constituye una de las entidades evangélicas más importantes desarrolladas en España y tiene como peculiaridad más destacable la de ser la iglesia con mayor representación gitana en este país.
La expansión de esta iglesia por el territorio español se produce gracias al contacto entre familias gitanas, que van transmitiéndose de unas a otras el conocimiento de este  nuevo mover  espiritual.
Este proceso de transmisión dota a esta expansión de una fuerza y dinamismo que, sumadas a la compatibilidad y empatía de esta confesión con la idiosincrasia el pueblo gitano, explican la gran explosión de conversiones que se produce en los años 80, donde miles y miles de familias abrazan la fe Cristiana Evangélica, aportando esta cambios muy grande en la forma de vida de cada una de la personas integrantes.

### Características principales y estructura eclesiástica
La Iglesia Evangélica de Filadelfia tiene como base, al igual que el resto de confesiones protestantes, las reformas del cristianismo implantadas por Lutero en el siglo XVI. Ahora bien, junto a las características que la asemejan al resto de denominaciones evangélicas, también posee ciertas peculiaridades que provienen de su condición pentecostalista.
La comunidad gitana, a causa de esta particular vivencia del fenómeno evangélico, nunca se ha incorporado plenamente a la Iglesia católica, imperante en España. Si tenemos en cuenta las características fundamentales de la cultura gitana, resulta fácil comprender que los gitanos y gitanas sintieran esta confesión como algo ajeno a su pueblo, y que con la aparición de la Iglesia Evangélica de Filadelfia en España fueran muchos los que se adhirieran a ella, abandonando el catolicismo.
La aparición de la iglesia evangélica ha supuesto para los gitanos y gitanas una posibilidad de manifestar su fe viva y de una manera mucho más acorde con su carácter cultura. Todos estos factores han hecho de la Iglesia Evangélica Filadelfia una confesión en la que los gitanos y gitanas se sienten muy felices y que reconocen como lugar de haber encontrado la libertad espiritual en Cristo.
Pero ahora bien, la implantación de esta iglesia en España no estuvo exenta de problemas dentro del propio Pueblo Gitano, ya que al pertenecer la mayoría en un principio a la Iglesia católica, muchos se mostraron reacios a aceptar un nuevo mover eclesiástico que no conocían. A causa de esto, muchos de los gitanos y gitanas que se convirtieron a la Iglesia Evangélica Filadelfia en sus comienzos en España hubieron de luchar duramente para conseguir que su adhesión al Culto fuera aceptada por sus propias familias y amigos, y más tarde para que estos mismos también se convirtieran.
Una vez superados estos primeros momentos de dificultad, los gitanos y gitanas fueron aceptando paulatinamente esta confesión, hasta que en los años ochenta se produjo una conversión masiva a la Iglesia Evangélica Filadelfia.
En este apartado hay que hacer mención a la referencia histórica de la Comunidad Gitana en España. Sin deseo de abrir viejas heridas, y apartándonos del victimismo, el pueblo gitano se ha visto oprimido, asfixiado, encarcelado injustamente, golpeado, azotado, asesinado, estigmatizado y perseguido desde hace siglos en España.
La literatura, no escrita por la propia comunidad gitana, ha contribuido a recoger y engrandecer el mito de la personalidad gitana. La referencia histórica de la legislación española también ha contribuido a estigmatizar a la Comunidad Gitana con gran cantidad de leyes y normas en contra de lo gitano
Es digno de hacer notar que los padres de la misión de la Iglesia Evangélica Filadelfia, en su inmensa mayoría eran semianalfabetos, y en multitud de casos, analfabetos del todo, otros aprendieron a leer con la Biblia. Además, tenían que enfrentarse a la realidad social y política del momento en relación con la comunidad gitana.